# عبد الله باعلوي
عبد الله باعلوي (638 - 731 هـ) شيخ من آل بيت رسول الله محمد ﷺ. كان كثير العناية بالمصالح العامة العلمية والاقتصادية، وكان له ديوان مرتب بالعطاء باسم المحتاجين وأبناء السبيل وغيرهم من الخدم والجيران. وهو أول من سُمي بالشيخ في سلسلة السادة بني علوي.

## نسبه
عبد الله بن علوي الغيور بن الفقيه المقدم محمد بن علي بن محمد صاحب مرباط بن علي خالع قسم بن علوي بن محمد بن علوي بن عبيد الله بن أحمد المهاجر بن عيسى بن محمد النقيب بن علي العريضي بن جعفر الصادق بن محمد الباقر بن علي زين العابدين بن الحسين السبط بن علي بن أبي طالب، وعلي زوج فاطمة بنت محمد ﷺ.
فهو الحفيد 18 لرسول الله محمد ﷺ في سلسلة نسبه.

## مولده ونشأته
ولد في مدينة تريم بحضرموت سنة 638 هـ، حيث أدرك من حياة جده الفقيه المقدم محمد بن علي 15 سنة تقريبا، ووالدته فاطمة بنت أحمد بن علوي بن محمد صاحب مرباط. حفظ القرآن وترعرع على التقوى منذ نعومة أظفاره، وكانت أحواله تنزع إلى أحوال أبيه وجده، وما سلكها مثل سلوكه أحد من بعده، فكان في أول سلوكه يأوي إلى الجبال والقفار، ويجاهد نفسه ويكلفها مشاق العبادات، وعزائم القربات والطاعات، وكان كثير التلاوة لكتاب الله القرآن الكريم، ويأمر أولاده وأصحابه بكثرة تلاوته.

## شيوخه
أخذ عن علماء حضرموت واليمن والحجاز، وانتفع بهم، وأجازوه في الإفتاء والتدريس في كل علم، من أشهرهم:
| - جده محمد بن علي باعلوي | - الفقيه أحمد بن عبد الرحمن باعلوي - عبد الله بن إبراهيم باقشير | - إبراهيم بن يحيى بافضل - عمر بن محمد بن ميمون |  |

## تلاميذه
تخرج به جمع كثير ممن يطول ذكرهم منهم أولاده الثلاثة علي ومحمد وأحمد، ومنهم:
| - ابن أخيه محمد بن علي مولى الدويلة - ابن عمه أبو بكر بن أحمد بن الفقيه المقدم - ابن عمه علوي بن أحمد بن الفقيه المقدم | - محمد بن علوي صاحب العمائم - عبد الله بن الفقيه أحمد باعلوي - علي بن محمد بن سلم - فضل بن محمد بافضل | - عبد الله بن فضل بافضل - محمد بن أبي بكر باعباد - محمد بن علي باشعيب - محمد بن علي الخطيب | - أحمد بن علي الخطيب - عبد الرحمن بن محمد الخطيب - عمر بن محمد باوزير - مفلح بن عبد الله بن فهد |

## رحلته إلى الحجاز
رحل في مقتبل عمره من حضرموت إلى الحرمين الشريفين، ومكث بهما قرابة ثمانية أعوام، وعبر خلال رحلته من حضرموت في حواضر اليمن وقراها، منها حاضرة العوالق السفلى مدينة أحور، وكان بها الشيخ عمر بن محمد بن ميمون التهاني، وهو من تلاميذ الشيخ أحمد بن الجعد، وكان متصدرا بها لنشر العلم والدعوة إلى الله، فأخذ عنه الشيخ عبد الله، وأقام بأحور مدة من الزمن، ومنها رحل إلى عدن، وإلى تهائم اليمن، وحيثما نزل كان العلماء والوجهاء يحتفون به ويأخذون عنه ويفيدونه ويستفيدون منه.
وعندما وصل إلى الحجاز استقر بمكة مجاورا لبيت الله الحرام، ومستفيدا من حلقات العلم التي بها، وقائما بالعمل الصالح فيها، حتى برز بين أهلها، واستشعر الناس نورانية حاله، وأثر فعاله ومقاله، فأخذ عنه الخاص والعام، واستجازه الجم الغفير من مختلف الأقطار، واستسقى به أهل مكة مرتين ففرج الله به كربهم، وحصل لهم مطر سالت منه جميع الأودية. وأقام بالمدينة المنورة نحو عام، وكان يتردد بين مكة والمدينة، أوقاته كلها في الطلب والاستقراء.

## عودته إلى حضرموت
وبعد وفاته أخيه علي مولى الدرك بحضرموت كتب إليه أعيان تريم يطلبون منه العودة إلى تريم. فهيأ نفسه من الحجاز بطريق البر وعبر عدن، ومنها إلى المكلا. وفي رحلته بين عدن والمكلا دخل مدينة أحور لحضور جنازة شيخه عمر بن ميمون فوجده قد مات وغسلوه وكفنوه، وكان الشيخ عمر لما احتضر طلب أصحابه منه أن يقدم عليهم واحدا منهم يكون خليفته من بعده، فقال لهم: «إذا مت غسلوني وكفنوني، وسيقدم عليكم عند ذلك شيخ صفته كذا وكذا فهو الشيخ بعدي فقدموه في الصلاة عليّ»، فلما قدم عليهم الشيخ عبد الله على الصفة المذكورة أخبروه بوصية الشيخ، فتقدم وصلى بهم عليه وألزموه بالإقامة عندهم ليكون شيخا عليهم، فاعتذر عن ذلك، ثم رأى ولد الشيخ عمر أهلا للمشيخة فحكّمه وألبسه الخرقة الشريفة وأقامه شيخا عليهم، ثم ارتحل عنهم.
عاد إلى تريم واستقبله أهلها ورحبوا به وجعلوا مكانه في الصدارة، واحتفوا به غاية الاحتفاء، وتزوج من زوجة أخيه المتوفى واسمها فاطمة بنت سعد باليث. ثم جلس للتدريس، ووفد إليه الناس من كل جانب للعلم والتعلم.

## من مجاهداته
وكان ملازما للعمل والعبادة، فكانت عادته أنه يخرج إلى المسجد في السحر، فيصلي الوتر ويقرأ القرآن إلى أن تطلع الشمس، ثم يذهب إلى البيت فيجلس قليلا، ثم يرجع إلى المسجد فيجلس للدرس إلى وقت القيلولة فينامها، ويجلس بعد الظهر يطالع إلى العصر، ثم يصلي بالناس العصر، ويستمر مع أصحابه إلى أن يصلي المغرب، ثم يجلس يقرأ القرآن إلى العشاء، ويصلي بعد صلاة العشاء ما شاء الله، ثم يذهب إلى داره.
وأما في رمضان فيستمر في المسجد إلى أن يصلي التراويح، ثم يصلي ركعتين يقرأ فيهما القرآن، ثم يذهب إلى داره يتسحر، ثم يرجع إلى المسجد فيقرأ القرآن حتى يضحي النهار فيصلي الضحى، ويرجع إلى بيته فينام القيلولة، ثم يرجع إلى المسجد فيصلي الظهر جماعة ويجلس للدرس إلى العصر، ويجلس بعد العصر يذكر الله. فهذه عاداته التي اشتهرت وعباداته التي ظهرت.

## من سخائه
كان الشيخ عبد الله ينفق في زمانه على جميع آل أبي علوي، ويتصدق بصدقات عظيمة، منها صدقته على المسجد المنسوب إليه مسجد باعلوي، وكان يسمى من قبل مسجد بني أحمد نسبة لذرية المهاجر أحمد بن عيسى، تصدق عليه بأراض وعيون ونخيل بما يساوي قيمته تسعون ألف دينار، وجعل مصارفها على عمارته وضيافة الواردين إليه، كما عمّر سوق تريم وتصدق بأراض أخرى ونخيل على خدمة مقابر تريم من حفر ودفن وغير ذلك، وتصدق أيضا بأراض تسمى «الواسطة» على ضيوف البلدة. وكانت الأموال تصل إلى حضرموت من الحجاز مدة إقامته هناك. وكان جماعة من أهل تريم تأتيهم نفقاتهم إلى بيوتهم لا يدرون ممن هي، فلما توفي فقدوا ذلك.

## ذريته
لديه ثلاثة بنين: أحمد له ابن هو محمد جمل الليل المتوفى بقسم سنة 787 هـ وعقبه منقرض، وعلي ومحمد أمهما أم محمد مولى الدويلة وفيهما العقب والذرية.

## وفاته
توفي بتريم يوم الأربعاء منتصف شهر جمادى الأولى سنة 731 هـ، ودفن بمقبرة زنبل بجانب قبر جده الفقيه المقدم.

### استشهادات
1. ↑  خرد، محمد بن علي (2002). غرر البهاء الضوي ودرر الجمال البديع البهي (PDF). القاهرة، مصر: المكتبة الأزهرية للتراث. ص. 227. مؤرشف من الأصل (PDF) في 2021-02-28.
2. ↑  المشهور، عبد الرحمن بن محمد (1984). شمس الظهيرة (PDF). جدة، السعودية: عالم المعرفة. ج. الأول. ص. 335. مؤرشف من الأصل (PDF) في 2020-01-02.
3. ↑  بلفقيه، علوي بن محمد بن أحمد (2006). من أعقاب البضعة المحمدية الطاهرة. المدينة المنورة، السعودية: دار المهاجر. ج. الثاني. ص. 21.
4. ↑  الحبشي، عيدروس بن عمر (2009). عقد اليواقيت الجوهرية وسمط العين الذهبية بذكر طريق السادات العلوية. تريم، اليمن: دار العلم والدعوة. ج. الثاني. ص. 1082.
5. ↑  الحبشي، أحمد بن زين (1997). شرح العينية. سنغافورة: مطبعة كرجاي المحدودة. ص. 176.